# Zoar (Ohio)
Zoar é uma vila localizada no estado norte-americano de Ohio, no Condado de Tuscarawas.

## Demografia
Segundo o censo norte-americano de 2000, a sua população era de 193 habitantes.
Em 2006, foi estimada uma população de 192, um decréscimo de 1 (-0.5%).

## Localidades na vizinhança
O diagrama seguinte representa as localidades num raio de 12 km ao redor de Zoar.